# Clarias brachysoma
Clarias brachysoma är en fiskart som beskrevs av Günther, 1864. Clarias brachysoma ingår i släktet Clarias och familjen Clariidae. Inga underarter finns listade i Catalogue of Life.